# Pokémon Go
Pokémon Go (Eigenschreibweise: Pokémon GO) ist ein Location-based Game für Smartphones und Tablets. Das von Niantic in Kooperation mit The Pokémon Company und Nintendo entwickelte Free-to-play-Spiel zur Pokémon-Marke erschien im Juli 2016 für Android und iOS. Spieler bewegen sich darin entsprechend dem Standortsignal ihres Mobilgeräts durch die Spielwelt und fangen darin die Fantasiewesen Pokémon, trainieren sie und lassen sie in Kämpfen gegeneinander antreten. Bis Ende 2018 wurde das Spiel über eine Milliarde Mal heruntergeladen. Im März 2025 gab Niantic bekannt, Teile seiner Spiele-Abteilung inkl. Pokémon Go für 3,5 Mrd. US-Dollar (etwa 3,2 Mrd. Euro) an Scopely verkauft zu haben.
Das Spiel ermittelt mithilfe von Satellitennavigation (z. B. GPS) und Echtzeit-Lokalisierung die Standortdaten des Spielers und stellt ihn virtuell auf einer Landkarte dar, die auf OpenStreetMap-Daten basiert. Das Spiel wird in der Regel im Freien gespielt und nutzt Sehenswürdigkeiten, Wahrzeichen und auffällige Objekte der realen Welt zur Gestaltung einer virtuellen Spielwelt. Teilweise sind auch Elemente erweiterter Realität implementiert.
Der kostenfrei spielbare Titel finanziert sich über In-App-Käufe. Für echtes Geld erwirbt der Spieler virtuelles Spielgeld, sogenannte PokéMünzen. Diese können wiederum gegen verschiedene Gegenstände eingetauscht werden.

## Spielmechanik
Nach der Registrierung erstellt der Spieler zunächst aus unterschiedlichen Stilen einen Avatar und weist diesem Attribute wie Geschlecht, Haut-, Haar- und Augenfarbe sowie Bekleidung zu. Der Avatar ist auf der virtuellen Landkarte des Spiels stets abhängig vom realen Standort des Spielers platziert. Um den Avatar in der Spielwelt zu bewegen, muss der Spieler die entsprechende Bewegung in der realen Welt ausführen. Die Grafik bildet die nähere Umgebung des Spielers inklusive Pokémon, Pokéstops und Arenen ab. Als Kartenbasis verwendete das Spiel ursprünglich Google Maps, schwenkte aber Ende 2017 auf OpenStreetMap um, das vor allem für Fußgänger detailliertere Wegdaten enthält.

### Pokémon

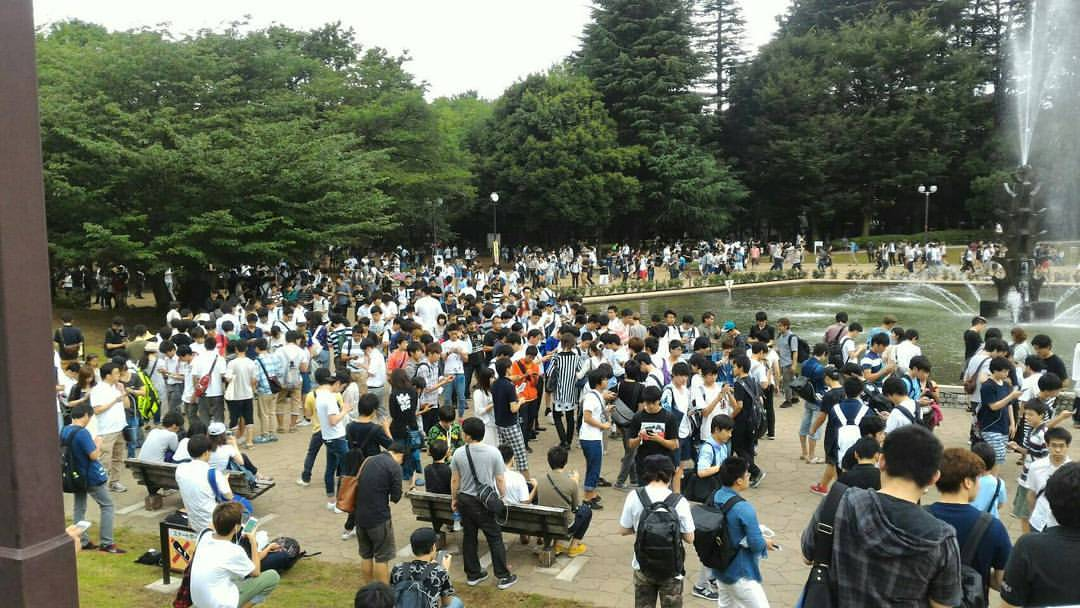
Spieler in einem Karpador-„Nest“ in Tokio; die häufige Präsenz des Pokémon ermöglichte eine rasche Entwicklung des starken Wasser-Pokémon Garados

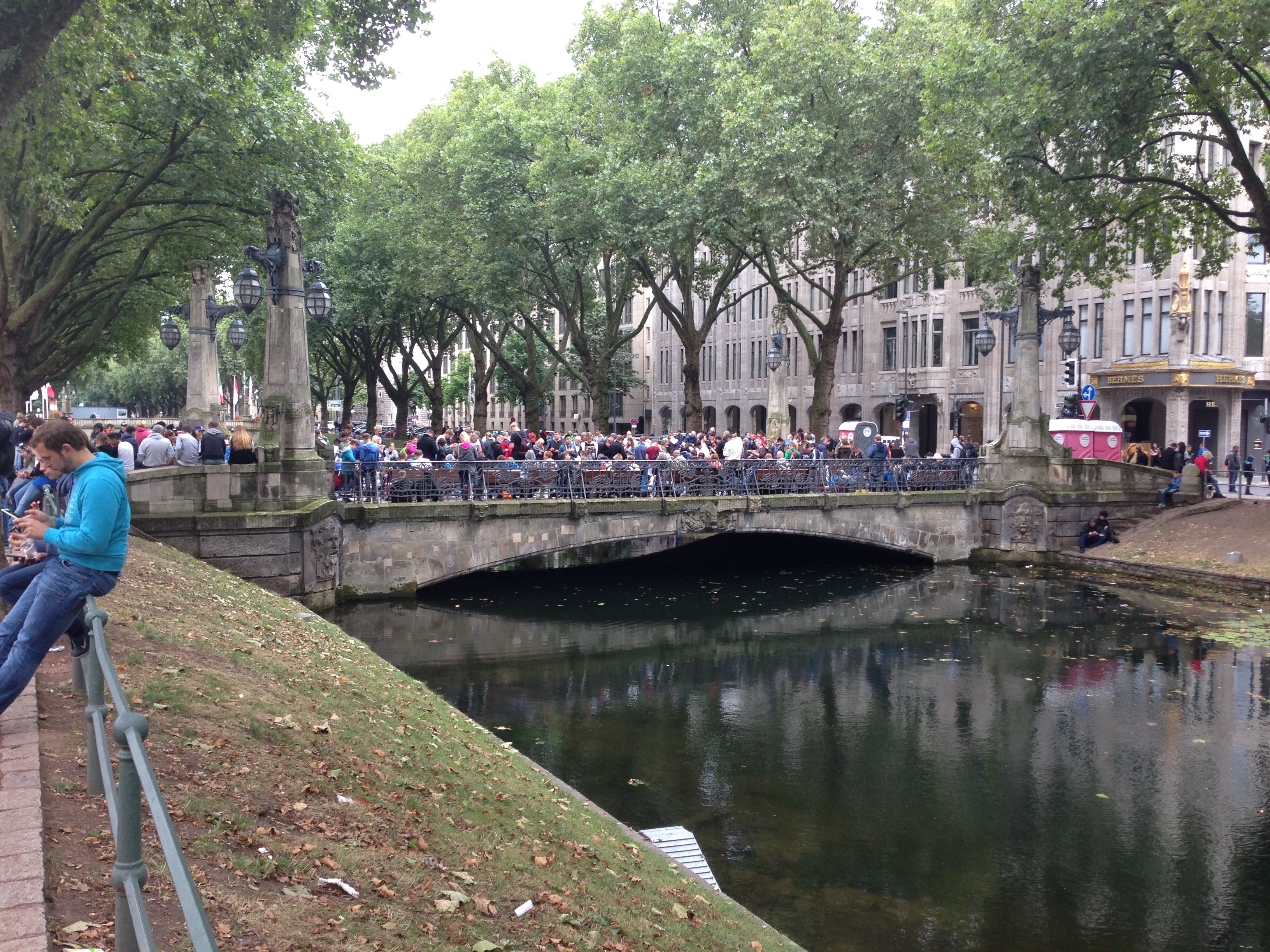
Die Girardet-Brücke in Düsseldorf wurde zeitweise für den Straßenverkehr gesperrt

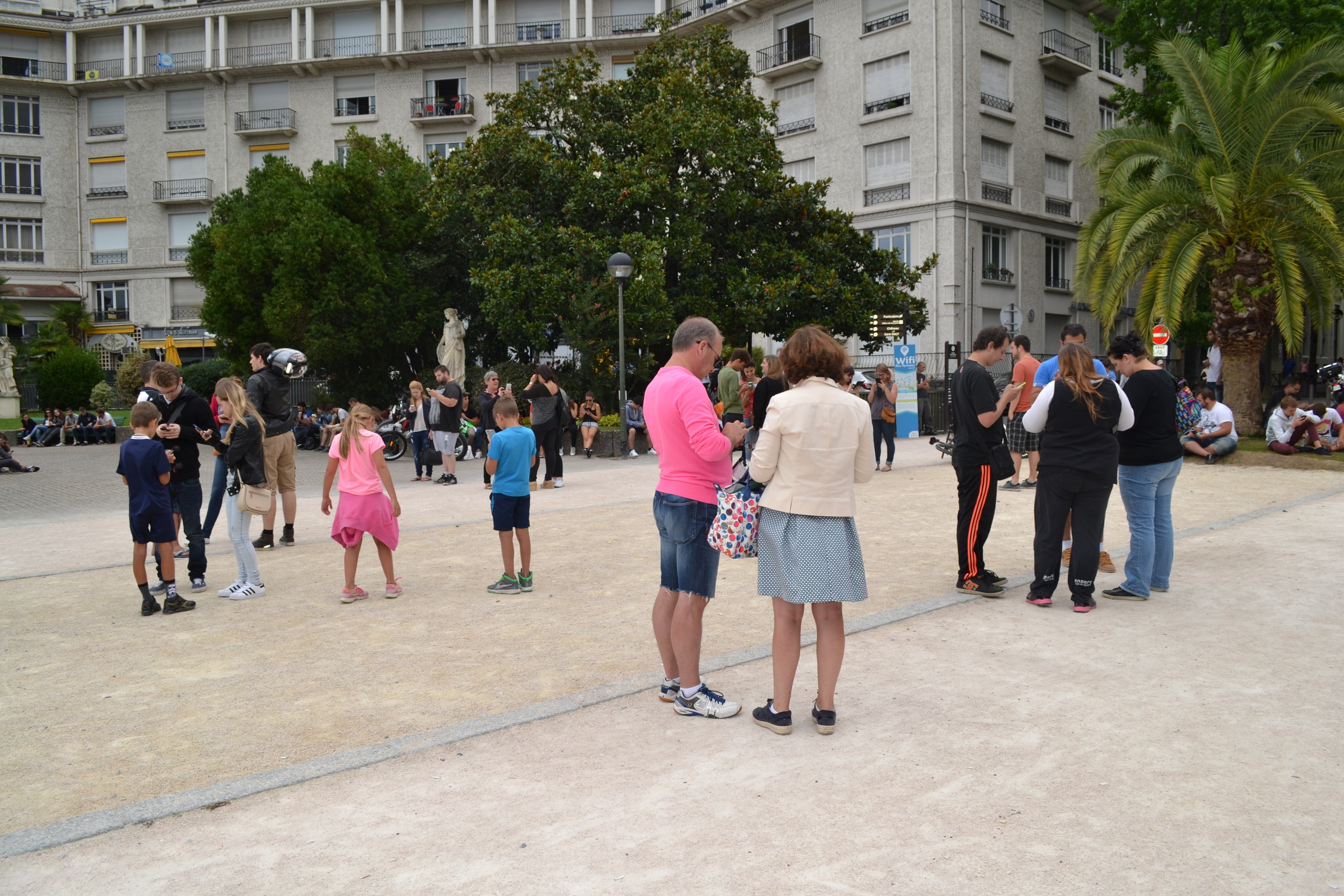
Pokémon-Go-Spieler in Pau, Frankreich

Die Pokémon werden vom Spielserver per Zufallsprinzip in die virtuelle Landkarte des Spiels generiert. Spielen mehrere Spieler am selben Ort, so können alle unabhängig voneinander die dortigen Pokémon sehen und auch fangen. Ein Pokémon kann also von mehreren Spielern gleichzeitig oder nacheinander gefangen werden, jedoch kann jeder Spieler für sich ein Pokémon nur einmal fangen. Die Visualisierung der Pokémon kann entweder vor einem computergenerierten Hintergrundbild oder im Augmented-Reality-Modus (AR) als Überlagerung des Kamerabildes erfolgen. Voraussetzung für die AR-Darstellung ist ein Smartphone mit Gyroskop. Der AR-Modus nutzt das Satellitennavigationssignal sowie den Lage- und den Drehratensensor des Geräts, um das Pokémon lagegerecht im Videobild zu positionieren. Zugleich lässt sich mit der AR-Kamera in der Android-Version 0.135.0 auch ein sogenannter „Go-Schnappschuss“ erstellen, mit dem bereits gefangene Pokémon abfotografiert werden können.
Im Gegensatz zu anderen Spielen der 1996 begonnenen Pokémon-Reihe müssen „wilde“ Pokémon nicht im Kampf geschwächt werden, um sie einzufangen, sondern mit virtuellen Bällen (Pokébällen) durch Wischen auf dem Touchscreen abgeworfen werden. Das Einfangen wilder Pokémon wird mit Bonbons und Sternenstaub belohnt, die für das Entwickeln, Hochleveln und Tauschen der Pokémon erforderlich sind. Für im Spiel ausgeführte Aktionen erhält der Spieler zusätzlich Erfahrungspunkte (EP), durch die er im Rang aufsteigt und zusätzliche Funktionen freigeschaltet werden. Ab Level 5 kann der Spieler sich für eines der drei Teams „Intuition“ (gelb), „Wagemut“ (rot) und „Weisheit“ (blau) entscheiden, die als übergreifende Fraktionen in der Spielwelt auftreten und die Teilnahme an Kämpfen oder Raids ermöglichen.
Für Kämpfe sind die Wettkampfpunkte (WP) und Kraftpunkte (KP) entscheidend. Die Wettkampfpunkte stehen für die individuelle Stärke eines Pokémon. Je höher, desto stärker das Pokémon. Die Kraftpunkte stehen für die Energie des Pokémon. Sinken diese im Kampf auf null, ist das Pokémon kampfunfähig. Durch Beleber und Tränke können die KP wieder aufgefrischt werden. Daneben gibt es die sogenannten IVs (englisch Individual Values), die die Basiswerte für Angriff, Verteidigung und Ausdauer darstellen und meistens nur über Drittanbieter exakt bestimmt werden können. Eine grobe Näherung liefern die Bewertungen der Teamleiter. Hohe IVs ermöglichen höhere maximale WP und KP des jeweiligen Pokémon.
Die verschiedenen Pokémon leben abhängig von ihrem bevorzugten Lebensraum in unterschiedlichen Regionen der Welt. So halten sich Wasserpokémon zumeist in der Nähe von Gewässern auf. Bei einigen Pokémon spielt auch die Uhrzeit eine Rolle, so treten etwa Geist-Pokémon bevorzugt nachts in Erscheinung. Seit dem Dezember 2017 nimmt außerdem das lokale Wetter Einfluss auf die erscheinenden Pokémon: Je nach Wettersituation tauchen Pokémon bestimmter Typen häufiger auf; diese sind außerdem stärker. Zudem gibt es seit Spielbeginn sogenannte Nester, die sich zumeist in realen Parks befinden und in denen ein bestimmtes Pokémon in einem zweiwöchigen Zeitraum verstärkt erscheint.
Während die meisten Pokémon auf die oben beschriebene Weise in der „Wildnis“ gefangen werden können, gibt es auch Ausnahmen: Einige können nur durch Entwicklung aus einer anderen Art erhalten werden, einige können nur aus Eiern ausgebrütet werden, und andere wiederum nur als Belohnung bei Forschungsaufgaben oder als Raid-Bosse bei Raids gefangen werden.

#### Regionale Pokémon
Bestimmte Pokémon oder Pokémon-Formen sind nur in ausgewählten Regionen der Erde verfügbar. Während das nach Veröffentlichung zunächst ein Pokémon je Erdteil war (Kangama in Australien, Pantimos in Europa, Porenta in Ostasien und Tauros in Nordamerika), wurden mit jeder Generation neue regionale Pokémon ergänzt. Zu offiziellen Events sind einige regionale Pokémon vereinzelt auch in anderen Regionen oder in Eiern und Raids verfügbar.
Lunastein und Sonnfel können zwar weltweit gefangen werden, nach Aussage von The Pokémon Company werden aber beide nie zeitgleich in einer Region auftauchen. Anlässlich der Sonnenwenden wechseln beide Pokémon jährlich die Regionen zwischen nördlicher und südlicher Hemisphäre. Während einigen temporären Events sind beide Pokémon auch zeitgleich erhältlich. Plusle und Minun waren bei Einführung der 3. Generation zunächst getrennt: Plusle konnte nur in Amerika und Afrika gefangen werden, Minun nur im Rest der Welt. Am 9. Februar 2018 wurde diese Trennung aufgehoben, so dass beide nun weltweit gefangen werden können.
Coiffwaff erscheint weltweit ausschließlich in seiner „Zottelform“. Mit Hilfe eines Formwandels kann er in einen von neun Schnitten umgewandelt werden. Hierbei sind der Damenschnitt und der Kavalierschnitt weltweit verfügbar, sechs weitere Schnitte sind regional begrenzt, und der Herzchenschnitt war weltweit während des Valentinstags-Event 2022 verfügbar. Bei Flabébé, das mit dem Valentinstags-Event am 10. Februar 2022 eingeführt wurde, gibt es die Besonderheit, dass neben den drei regionalen Formen (Rotblütler, Gelbblütler und Blaublütler) zwei weitere Formen weltweit verfügbar sind (Weißblütler und Orangeblütler), wobei diese allerdings deutlich seltener auftauchen. Seit Dezember 2022 ist Purmel über gespeicherte Postkarten erhältlich. Die Entwicklung Vivillon kann eins von 18 möglichen Mustern haben, abhängig von der Region, aus der die Postkarte erhalten wurde.

#### Schillernde Pokémon
2017 wurden mit dem schillernden Pikachu und schillernden Karpador erstmals schillernde Pokémon (englisch shiny Pokémon) aus den Hauptserien in Pokémon Go eingeführt. Diese sind in der Wildnis nur selten anzutreffen, im Gegensatz zu anderen Werten wie der WP ist die schillernde Eigenschaft jedoch von Trainer zu Trainer individuell. Im Zuge der Feierlichkeiten zum zweijährigen Jubiläum wurden vor allem seit Januar 2018 sehr viele Events veranstaltet, in deren Zuge neue schillernde Formen verfügbar waren. Bis April 2020 wurden 369 schillernde Formen in 175 Entwicklungsreihen sowie einige Sonderformen wie etwa Pikachu mit Hut oder Evoli mit Blumenkranz veröffentlicht.

#### Glücks-Pokémon
Ende Juli 2018 wurden Glücks-Pokémon (englisch Lucky Pokémon) eingeführt. Diese haben die Besonderheit, dass sie nur halb soviel Sternenstaub benötigen, um stärker zu werden und sowohl im Pokédex als auch in der Pokémon-Aufbewahrung besonders gekennzeichnet werden. Pokémon können lediglich über die Tauschfunktion zu Glücks-Pokémon werden. Je länger sich ein Pokémon im Besitz eines Trainers befand, desto größer ist die Chance, dass die Tauschpartner Glücks-Pokémon erhalten. Zudem können befreundete Trainer durch eine tägliche Interaktion miteinander (bspw. gemeinsame Kämpfe oder Öffnen eines Geschenks) zu „Glücks-Freunden“ werden, wodurch der nächste Tausch zweier Pokémon ein garantierter Glückstausch ist.

#### Crypto-Pokémon
Im Juli 2019 veröffentlichte Niantic eine weitere Funktion. Fortan können Rüpel des sogenannten „Team GO Rocket“ temporär an Pokéstops erscheinen und deren Pokémon dort ähnlich wie in Trainerkämpfen bekämpft werden. Gewinnt man alle drei Kämpfe, hat man die Möglichkeit, das Pokémon als sogenanntes Crypto-Pokémon zu fangen. Sobald man es gefangen hat, kann man es „erlösen“, wodurch sich seine Statuswerte um jeweils 2 Punkte verbessern. Während Crypto-Pokémon auf Level 1 bis 5 gefangen werden, steigen sie durch die Erlösung auf Level 25 auf. Ein weiteres Hochleveln kostet in etwa 10 % mehr Sternenstaub und Bonbons verglichen mit normalen Pokémon.

#### Mega-Entwicklungen
Ende August 2020 wurden die bereits aus der Hauptreihe bekannten Mega-Entwicklungen hinzugefügt, zunächst bei den Starter-Entwicklungen der ersten Generation (Bisaflor, Glurak und Turtok). Nach und nach wurde bei weiteren Pokémon die Mega-Entwicklung freigeschaltet. Man benötigt „Mega-Energie“, die man bei Siegen in speziellen Mega-Raid-Kämpfen erhält, teilweise auch als Belohnung für den Abschluss von Feldforschungsaufgaben. Eine Mega-Entwicklung erhöht die Stärke eines Pokémon beträchtlich und hält acht Stunden an; in dieser Zeit kann es für Raids oder Arenakämpfe eingesetzt werden, nicht jedoch für Trainerkämpfe. Die erstmalige Mega-Entwicklung eines Pokémon kostet eine höhere Menge Mega-Energie; danach benötigt man deutlich weniger.

#### Eier
Eier können mit Hilfe von Brutmaschinen durch das Zurücklegen einer bestimmten Distanz ausgebrütet werden. Hierfür zählt die App nur Bewegungen, die vergleichsweise langsam sind (Gehtempo), um etwa Auto- oder Bahnfahrten nicht für die Wegstrecke zu werten. Aus den Eiern schlüpfen Pokémon, die im Vergleich zu wilden Fängen meist recht gute Basiswerte haben. Sie haben beim Schlüpfen den gleichen Level wie der Spieler, höchstens aber Level 20. Die Laufdistanzen der Eier betragen 2 km, 5 km, 7 km, 10 km und 12 km. Je größer die Laufdistanz, desto seltener (und tendenziell wertvoller) sind die daraus schlüpfenden Pokémon. 7-km-Eier können lediglich aus Geschenken von Freunden erhalten werden, 12-km-Eier – auch Kurios-Eier (englisch strange eggs) genannt – erhält man nach Siegen über einen der drei Team-GO-Rocket-Bosse. Die anderen Eier (2, 5 und 10 km) sind von Pokéstops und Arenen erhältlich. Außerdem kann man im Rahmen der Wochenbelohnung, die jeden Montag vergeben wird, ein 5-km- und/oder 10-km-Ei erhalten, je nachdem, welche Strecke man in der Vorwoche zurückgelegt hat.
Ein Spieler kann maximal zwölf Eier gleichzeitig tragen (gleichgültig, ob sie sich in einer Brutmaschine befinden oder nicht). Davon können maximal neun Plätze für reguläre Eier von Pokéstops, Arenen und Geschenken genutzt werden. Die restlichen drei Plätze werden Bonus-Aufbewahrung genannt: Hier werden 12-km-Eier von Rocket-Bossen sowie die Eier der Wochenbelohnung abgelegt, wenn die regulären neun Plätze belegt sind. Es ist nicht möglich, Eier wegzuwerfen, d. h. man muss sie ausbrüten, um Platz für neue Eier zu schaffen.

### Spielinfrastruktur

#### Pokéstops

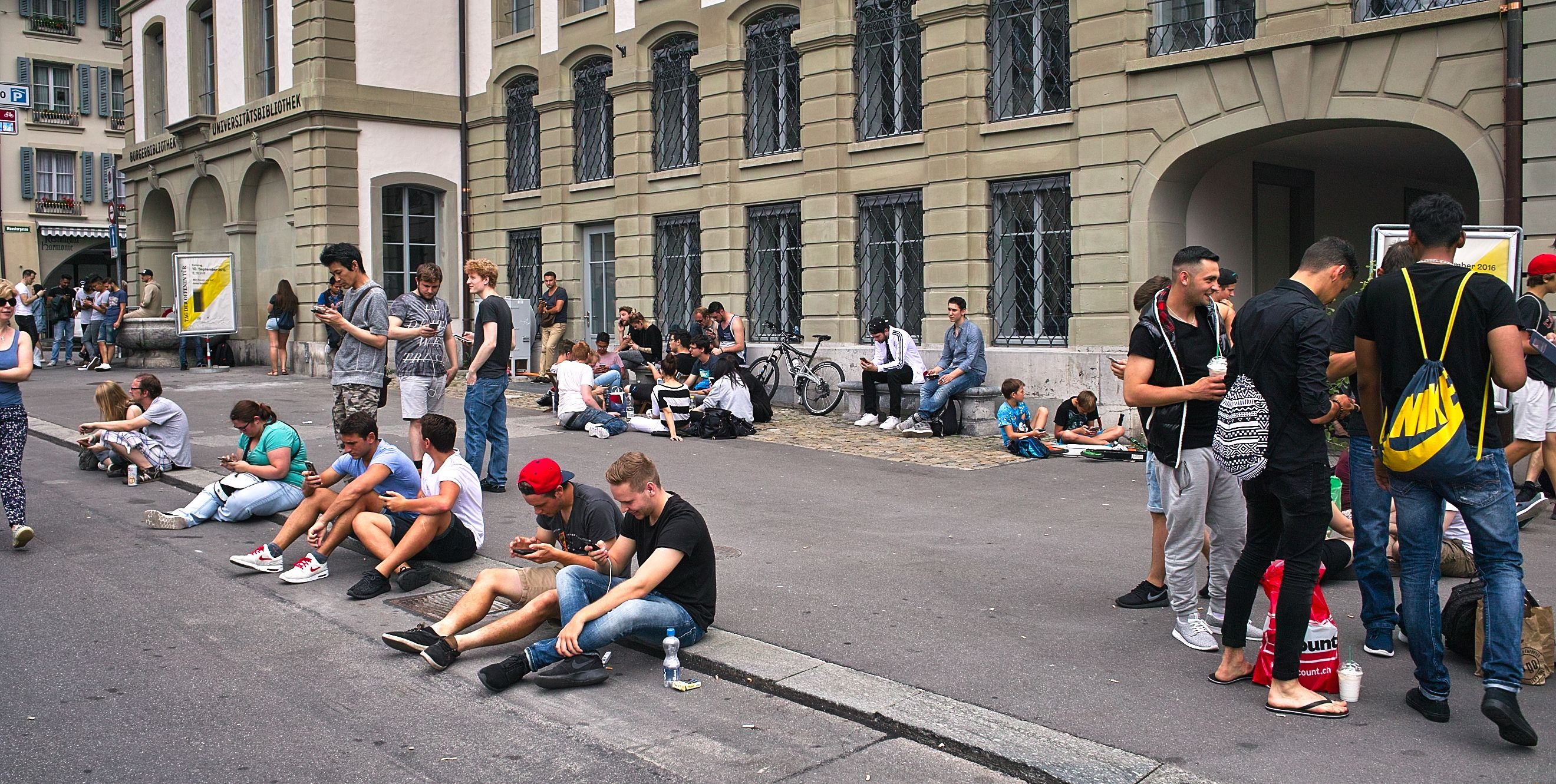
Spieler an einem Pokéstop in Bern

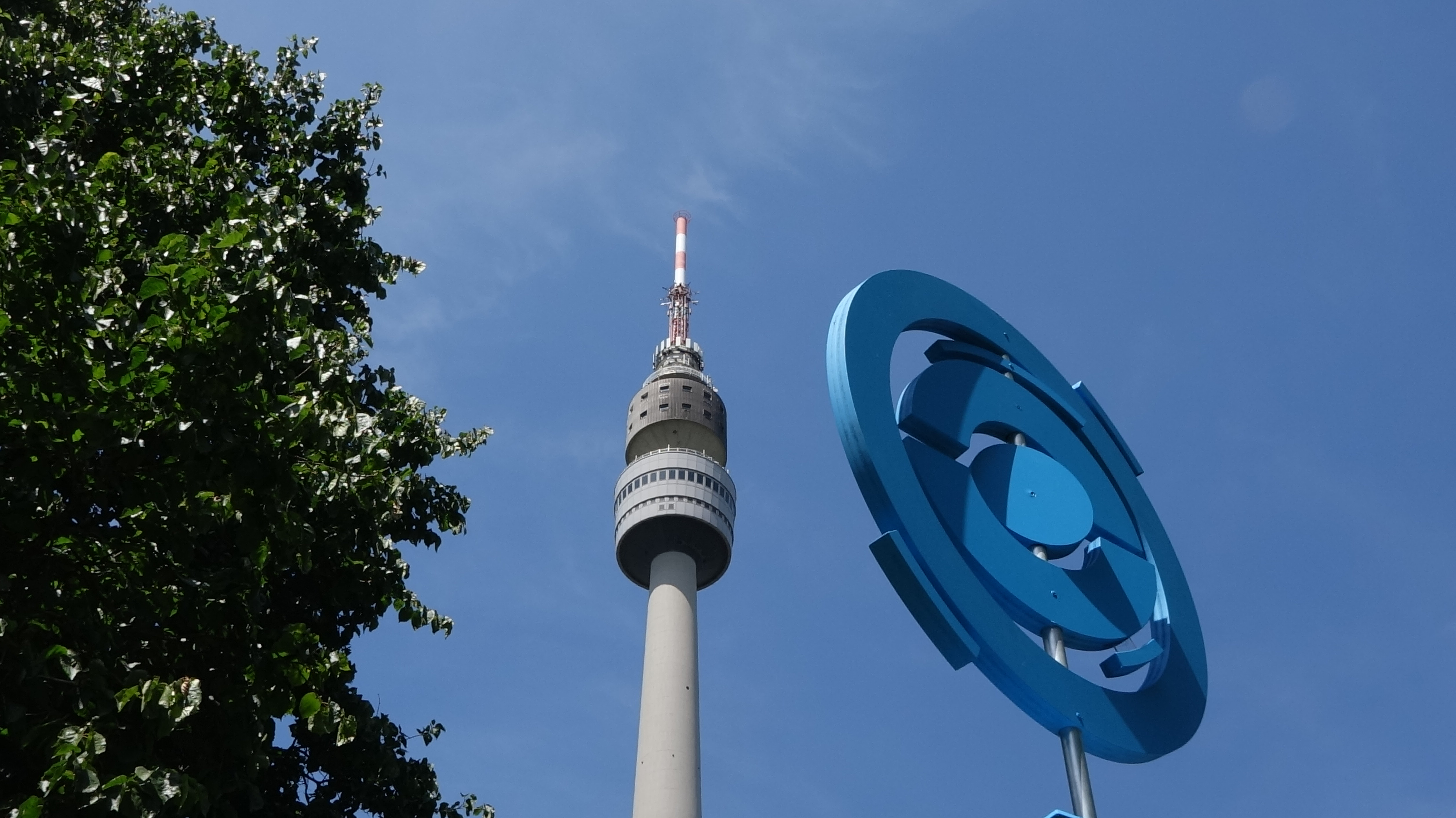
Ein „echter“ Pokéstop auf dem Pokémon GO Fest 2019 in Dortmund

Pokéstops sind Orte, an denen Spieler virtuelle Gegenstände wie Pokébälle, Eier und Tränke sowie seit Einführung der zweiten Pokémon-Generation auch Entwicklungsitems erhalten. Sie greifen auf das Portalsystem von Ingress zurück, mit dem Niantic bereits die Technologie, die hinter Pokémon GO steckt, erproben konnte. So wurden viele Portale aus der Ingress-Welt in Pokéstops verwandelt. Weltweit gab es im Juli 2016 fünf Millionen Pokéstops. Pokéstops und Arenen befinden sich nach Aussage von John Hanke, CEO von Niantic, überall auf der Welt, auch an abgelegenen Orten wie dem Nordpol oder der Antarktis.
Seit Juli 2019 ist es möglich, dass ein Pokéstop von Team Rocket besetzt ist. Dreht der Spieler den besetzten Stop, wird er von einem Team Rocket-Mitglied zu einem Kampf aufgefordert. Gewinnt der Spieler diesen 3-gegen-3-Kampf, hat er anschließend die Möglichkeit, ein von Team Rocket eingesetztes Pokémon, ein sogenanntes Crypto-Pokémon, zu fangen.
Inoffiziellen Untersuchungen zufolge, die über die Website Reddit veröffentlicht wurden, gab es 2019 weltweit etwa 5,8 Mio. Pokéstops und 1,6 Mio. Arenen. Seit Ende desselben Jahres können Spieler ab Level 38 (anfangs ab Level 40) über die Plattform Niantic Wayfarer Pokéstop-Vorschläge einreichen und bewerten.

#### Arenen
Arenen sind wie Pokéstops besondere Orte, an denen ab Trainerlevel 5 Pokémon-Kämpfe ausgetragen werden können. Bis Sommer 2017 konnten die Teams jeweils zehn eigene Pokémon in eine von ihnen eroberte Arena stellen, innerhalb der Arena konnte mit Pokémon des gleichen Teams trainiert und so das Prestige – die Kapazität der Arena – erhöht werden. Im Sommer 2017 wurde das Arenasystem umfassend erneuert. Seither kann in den Arenen nicht mehr trainiert werden, auch die Ranghöhe gemäß dem Prestige gibt es nicht mehr. Stattdessen können bis zu sechs unterschiedliche Pokémon des gleichen Teams platziert werden, die jedoch mit der Zeit an Motivation verlieren und somit einfacher besiegt werden können. Das Tageslimit der ingame Währung „Pokémünzen“ wurde von 100 auf 50 reduziert. Für die Aktivität in Arenen erhält der Spieler einen Arena-Orden, der durch jede Aktivität in der jeweiligen Arena – etwa Kämpfe, Raids oder das „Füttern“ verteidigender Pokémon – erhöht wird.

##### Raids

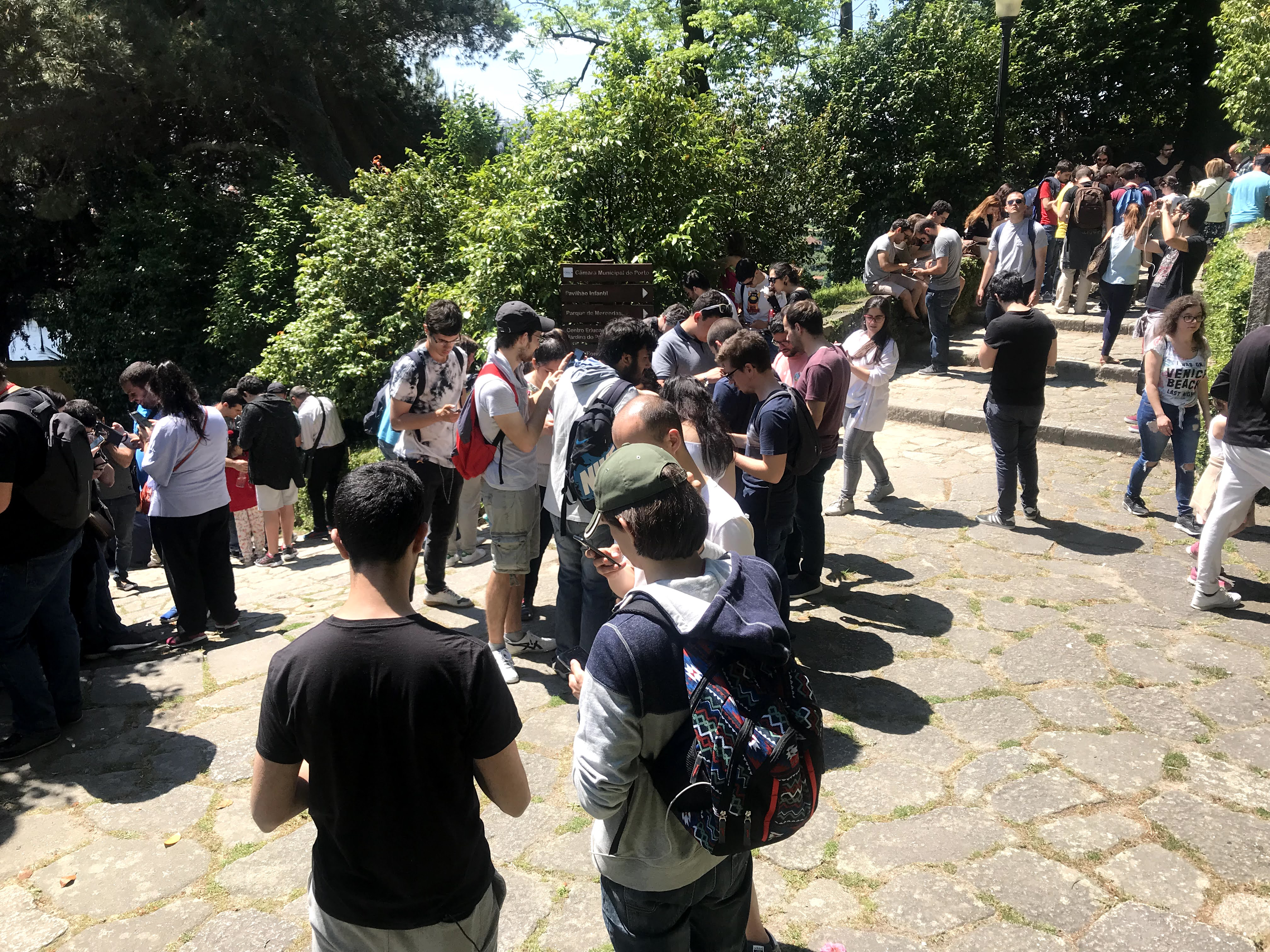
Spieler finden sich 2018 während eines Community Days zu einem Raid-Kampf zusammen

Sporadisch finden Raid-Kämpfe statt, zu denen sich mehrere Trainer zusammenfinden müssen, um überdurchschnittlich starke Pokémon – die Raid-Bosse – zu besiegen und anschließend zu fangen. Um an einem Raid-Kampf teilnehmen zu können, benötigt man einen Raid-Pass. Ein Raid-Pass pro Tag ist kostenlos über die Fotoscheibe einer Arena erhältlich, weitere Raid-Pässe können gegen Pokémünzen erworben werden. Seit Juli 2017 werden Legendären Pokémon über Raid-Kämpfe in das Spiel integriert. Raids dauern üblicherweise 45 Minuten und werden durch einen einstündigen Countdown, symbolisiert durch ein Ei, angekündigt. Ein gefangener Raid-Boss hat entweder Level 20 oder – durch den Wetter-Bonus – Level 25. Durch den erfolgreichen Abschluss eines Raid-Kampfes erhält jeder beteiligte Spieler besondere Gegenstände wie Technische Maschinen, goldene Beeren oder Sonderbonbons. Im April 2020 wurden Fern-Raid-Pässe eingeführt, mit Hilfe derer Spieler fortan an Raid-Kämpfen in der sichtbaren Umgebung ohne Nähe zur Arena teilnehmen und von Freunden zu Raids in beliebiger Distanz eingeladen werden können.
EX-Raids
Am 14. August 2017 wurde Mewtu als Raidboss des Pokémon Go Stadium Events von Niantic freigeschaltet. In den folgenden Wochen wurde Mewtu über exklusive Einladungen in ersten Feldtests zugänglich gemacht. Rund zwei Wochen später, am 21. September 2017, wurden auch in Deutschland und Österreich die ersten Einladungen zu EX-Raids verschickt. EX-Raid-Einladungen werden von Niantic an Spieler verschickt, welche in der vorausgegangenen Woche an der entsprechenden EX-Raid-Arena einen Raidkampf bestritten und abgeschlossen haben. EX-Raid-Arenen befinden sich fast ausschließlich in Parks oder an gesponserten Orten. Zwischen Oktober 2018 und September 2019 wurde Mewtu durch Deoxys als EX-Raidboss abgelöst, danach kehrte Mewtu für einige Wochen als Ex-Raidboss zurück. Ab Ende November muss Regigigas in Ex-Raids bekämpft werden. Ab April 2020 hätte er durch Genesect abgelöst werden sollen, jedoch wurden aufgrund der COVID-19-Pandemie alle Ex-Raids bis auf Weiteres eingestellt und seither nicht wieder in das Spiel integriert.

### Forschungsaufgaben
Seit April 2018 sind Forschungsaufgaben im Spiel integriert, diese sind in Feldforschungen und Spezialforschung unterteilt. Erstere erhält der Spieler beim Drehen von Pokéstops. Erfüllt er an sieben Tagen jeweils mindestens eine dieser Aufgaben, kann er als Belohnung ein legendäres oder seltenes Pokémon fangen. Die Spezialforschungsaufgaben erhält der Spieler direkt vom Professor. Es können beliebig viele Feldforschungsaufgaben erhalten und zeitnah gelöst werden, die Spezialforschungsaufgaben sind jedoch begrenzt, auf einen längeren Zeitraum ausgelegt und werden mit dem Fang des besonderen Pokémon, bzw. der Beendigung der letzten Aufgabe abgeschlossen. Einige Spezialforschungen sind nur in einem bestimmten Zeitraum oder mit Investition von Echtgeld zugänglich.

### Routen
Seit Juli 2023 haben Spieler die Möglichkeit, Routen anzulegen. Routen müssen einen Wayspot, also einen Pokéstop oder eine Arena, als Start- und Endpunkt haben und sind zwischen 0,5 und 20 Kilometern lang. Ähnlich wie bei Arenen erhält man für den Besuch bzw. Abschluss einer Route einen Routen-Orden, der verschiedene Stufen erreichen kann: bei fünf Routen-Abschlüssen wird der Routen-Orden bronze, bei 20 Abschlüssen silber und bei 100 Abschlüssen gold. Für jeden Abschluss einer Route erhält man Belohnungen wie etwa Sternenstaub oder Bonbons. Folgt man einer Route, kann man seltenen Zellen des Pokémons Zygarde begegnen, die man im Zygarde-Würfel speichern und nutzen kann, um die Erscheinungsform von Zygarde zu ändern.

### Spielerinteraktionen

#### Freundschaften
Seit Juni 2018 ist es in Pokémon Go möglich, Freundschaften mit anderen Trainern zu schließen. Dies geschieht durch Austausch der Freundschaftscodes, bzw. durch scannen des jeweiligen QR-Codes. Durch gemeinsames Spielen (Raids, Kämpfe, Tauschen, Geschenke schicken) kann das Freundschaftslevel jeden Tag um eine Stufe erhöht werden. Nach Erreichen einer bestimmten Freundschaftsstufe werden bestimmte Boni wie Sternenstaub-Rabatt beim Tauschen und Angriffs-Bonus in Raids freigeschaltet. Insgesamt gibt es vier Freundschaftsstufen. Nach Erreichen der vierten Stufe ist es möglich, mit dem jeweiligen Freund Glücks-Freund zu werden. Beim nächsten Tausch zwischen den Glücksfreunden wird das getauschte Pokémon garantiert ein Glücks-Pokémon.

##### Geschenke und Postkarten
Durch das Drehen von Pokéstops und Arenen erhalten Spieler seit Mitte 2018 digitale Postkarten, auf denen das Motiv des jeweiligen Ortes abgebildet ist. Diese Postkarten können an befreundete Spieler verschickt werden. Beim Öffnen von Geschenken können Spieler verschiedene Gegenstände wie Beeren oder Beleber sowie bei freien Brutplätzen auch 7-km-Eier erhalten. Seit Dezember 2021 können eigene und erhaltene Postkarten in einem Postkartenbuch gespeichert werden. Seit Dezember 2022 kann man das Pokémon Purmel erhalten, wenn genug Postkarten aus bestimmten Regionen erhalten und gespeichert werden. Je nach Ursprungsregion kann die Purmel-Entwicklung Vivillon eines von 18 Mustern annehmen.

##### Tauschen
Am 18. Juni 2018 gab Niantic bekannt, ab dem darauffolgenden Wochenende das Tauschen von Pokémon zwischen Spielern zu ermöglichen. Um einen Drittmarkt (z. B. auf Handels- und Versteigerungsplattformen im Internet) möglichst zu unterbinden und um die Spiel-Balance nicht zu sehr zu verändern, wurde das oben beschriebene Freundschaftssystem eingeführt: Zwei Spieler können nur dann Pokémon tauschen, wenn sie im Spiel „befreundet“ sind, was an bestimmte Voraussetzungen gebunden ist. Für den Tausch von besonderen Pokémon (legendäre, schillernde oder solche, die man noch nicht im Pokédex hat) gelten weitere Restriktionen. Die „mysteriösen Pokémon“ Mew, Celebi, Deoxys und Darkrai können nicht getauscht werden, ebenso Crypto-Pokémon.
Eine besondere Form des Tausches stellt die Verbindung mit einem der beiden Nintendo-Switch-Spiele Pokémon: Let’s Go, Pikachu! oder Pokémon: Let’s Go, Evoli! dar. Durch Tausch eines Pokémon aus Pokémon Go auf die Switch erhält der abgebende Spieler eine Wunderbox, nach deren Öffnung für 30 Minuten das mysteriöse Pokémon Meltan bis zu zwanzig Mal gefangen werden kann. Anschließend besteht eine dreitägige Abklingzeit, nach deren Ende die Box durch einen erneuten Tausch wieder aktiviert werden kann.

#### Trainer-Kämpfe
Ende November 2018 kündigte Niantic die Einführung persönlicher Kämpfe zwischen zwei Trainern, auch bekannt als PvP-Kämpfe, an. Kämpfe zwischen Spielern sind in drei Ligen mit unterschiedlichen WP-Begrenzungen der einsetzbaren Pokémon möglich: in der Superliga (maximal 1500 WP), der Hyperliga (maximal 2500 WP) und der Meisterliga (ohne WP-Begrenzung). Für jede Liga kann ein Trainer eigene Kampfteams zusammenstellen. Hyperfreunde und beste Freunde können sich jederzeit duellieren, während andere Freundschaftslevel oder nicht befreundete Spieler sich in der Nähe zueinander befinden müssen. Darüber hinaus können auch Einzelkämpfe gegen die jeweiligen Teamleiter bestritten werden. Wer zuerst alle drei Pokémon seines Gegners besiegt, gewinnt einen Kampf und erhält hierfür Belohnungen.
Im Zuge dieses Updates kann man seinen Pokémon erstmals auch eine zweite Lade-Attacke beibringen. Diese muss zunächst gegen Sternenstaub und Bonbons freigeschaltet werden und kann anschließend mit einer Lade-TM angepasst werden. Die zusätzliche Attacke verbleibt dauerhaft und ist somit auch in Arena- und Raid-Kämpfen verfügbar. Zudem kann in Trainerkämpfen ein Schutzschild benutzt werden, um gegnerische Angriffe abzuwehren. Im Gegensatz zu Arenakämpfen müssen besiegte Pokémon weder belebt noch geheilt werden.
Seit Februar 2020 kann man mit Spielern weltweit kämpfen. Etwa alle zwei Monate beginnt eine neue „Kampfliga-Saison“, über deren Verlauf jeweils Ränge und Belohnung ermittelt werden. Der Gewinner eines Kampfes kann neben wertvollen Items (u. a. Lade-TMs und Sonderbonbons) auch legendäre Pokémon erhalten, die auch in Raids erscheinen.

### Hilfsgeräte

#### Pokémon Go Plus

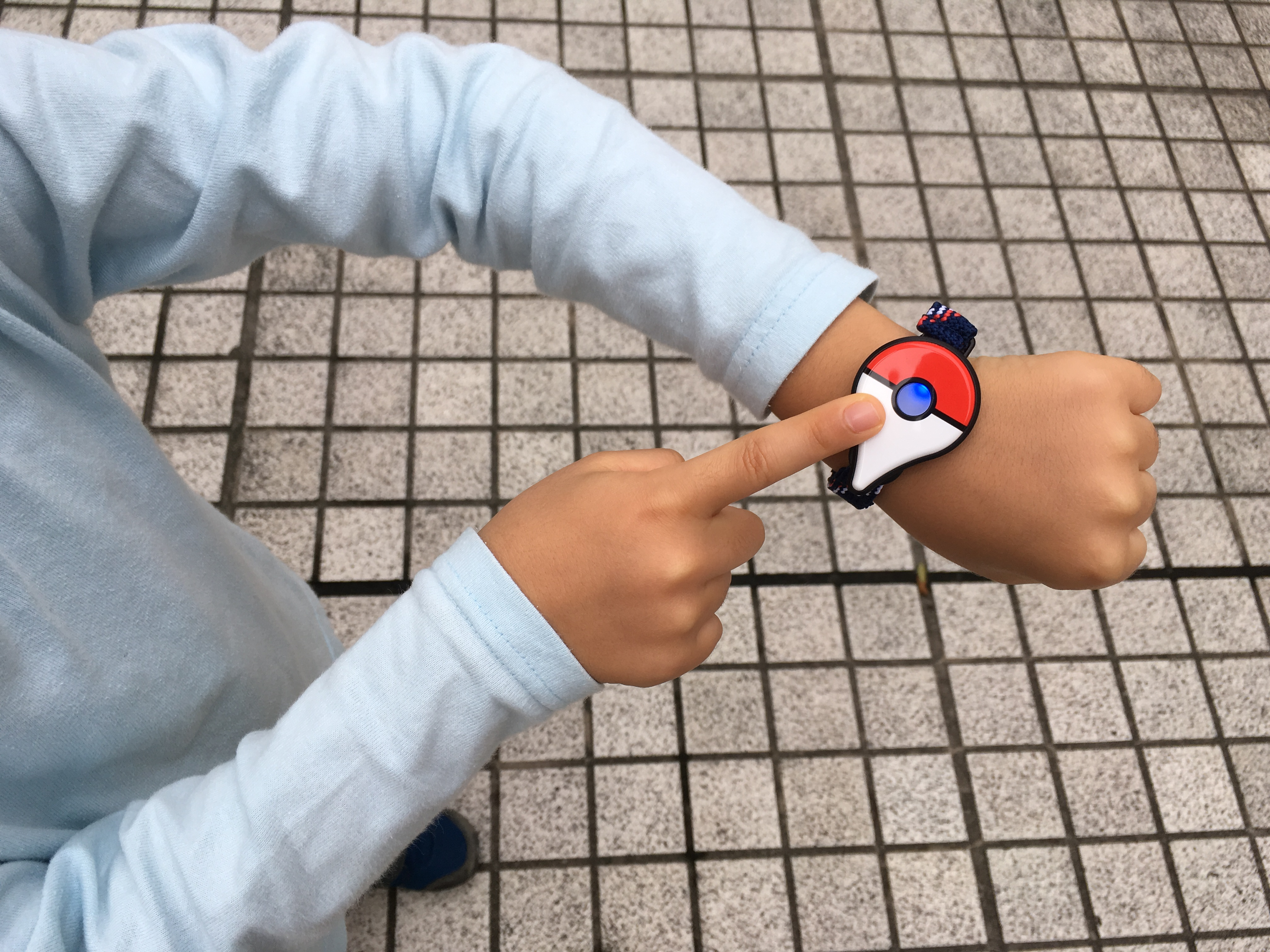
Pokémon Go Plus

Nintendo entwickelte das tragbare Armband Pokémon Go Plus, das eine Bluetooth-Verbindung zum Smartphone nutzt, um den Spieler durch eine Leuchtdiode und einen Vibrationsalarm zu informieren, wenn sich ein Pokémon oder ein Pokéstop in seiner Nähe befindet. Durch Drücken eines Knopfes kann dann ein Fangversuch durchgeführt bzw. der Pokéstop gedreht werden. Die Entscheidung zur Entwicklung eines eigenständigen elektronischen Armbands anstatt einer Anpassung des Spiels für Smartwatches gründete auf der Absicht, auch solche Spieler zu erreichen, denen eine Smartwatch möglicherweise zu teuer ist. Pokémon Go Plus wird unabhängig von der App vertrieben. Es erschien in Deutschland im September 2016.
Ende Februar 2023 kündigte Nintendo an, dass es ab Juli ein verbessertes Nachfolgemodell unter der Bezeichnung „Pokémon Go Plus +“ geben werde. Das Vorverkaufs-Kontingent war innerhalb weniger Minuten nach Freischaltung der Seite im Online-Shop ausverkauft.
Mit der App kompatible, alternative Geräte von Drittanbietern bieten teilweise zusätzliche Funktionen, wie das automatische Drehen von Pokéstops und Durchführen von Fangversuchen ohne Benutzerinteraktion.

#### Pokéball Plus
Als im November 2018 die Let’s-Go-Spiele erschienen, gab es von diesen auch besondere Ausgaben, die einen „Pokéball Plus“ enthielten. Dieser konnte später auch separat erworben werden. Dabei handelt es sich um einen Controller für die Nintendo Switch in Form eines Pokéballs, mit dem die Spiele gesteuert werden können, und der zusätzlich auch die Funktion eines Pokémon Go Plus erfüllt, d. h. er kann in Verbindung mit Pokémon Go zum Fangen und Drehen verwendet werden.

### Änderungen aufgrund Pandemie
Aufgrund der weltweiten COVID-19-Pandemie führte Niantic ab dem 13. März 2020 eine Reihe von teils drastischen Änderungen ein, um das Spiel daran anzupassen, dass die Bewegungsfreiheit vieler Trainer deutlich eingeschränkt war und das gemeinsame Spielen in Gruppen nicht mehr möglich war. Insbesondere wurden alle Events abgesagt oder auf unbestimmte Zeit verschoben (Community-Day, Raid-Stunden, EX-Raids, Safari-Zonen), der Interaktionsradius von Pokéstops und Arenen wurde von 40 auf 80 m verdoppelt, die Laufdistanzen der Eier wurden halbiert, die Laufdistanzen für die Kampfliga wurden ganz abgeschafft, die Wirkdauer des Rauchs wurde verdoppelt, außerdem konnte man im wöchentlichen Wechsel verschiedene Items zum symbolischen Preis von einer Pokémünze erwerben.
Einige der Änderungen wurden inzwischen wieder rückgängig gemacht, so etwa die halbierten Laufdistanzen. Auch Events finden wieder statt. Der verdoppelte Interaktionsradius dagegen wird nach Protesten der Spielergemeinschaft auf unbestimmte Zeit beibehalten; begründet wurde dies mit besserer Zugänglichkeit für Spieler mit körperlichen Einschränkungen.

## Veranstaltungen
Es gibt zahlreiche Veranstaltungen – sowohl offizielle als auch privat organisierte –, zu denen sich Spieler zusammenfinden, um gemeinsam zu spielen.

### Offizielle Events

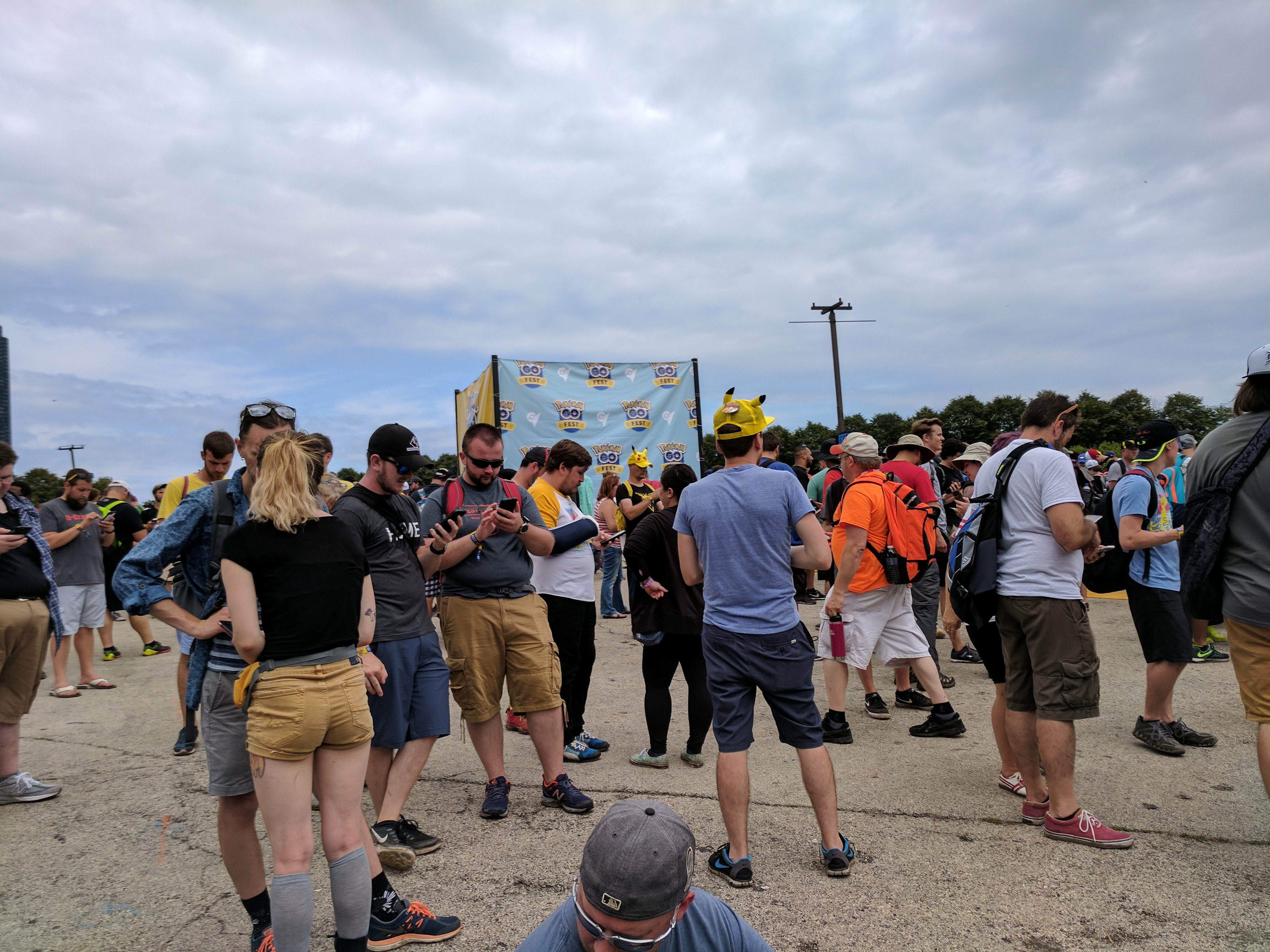
Spieler beim Pokémon Go Fest 2017 in Chicago

Offizielle Events werden von Niantic, dem Entwickler der App, veranstaltet. Man kann diese grob unterteilen in globale Events, an denen jeder Spieler weltweit teilnehmen kann, und lokale Events, die meist auf ein kleines Gebiet beschränkt sind, etwa einen Park oder ein Einkaufszentrum.

#### Mehrtägige Events
In unregelmäßigen Abständen finden weltweite Events statt, die etwa ein bis zwei Wochen andauern und in der Regel einer bestimmten Thematik folgen. Diese Events gehen oftmals einher mit besonderen Boni, beispielsweise erhöhtem Sternenstaub für das Fangen von Pokemon, oder erhöhten EP für das Bestreiten von Raids. Es lässt sich zwischen folgenden Events unterscheiden:
- Typ-Events, zu denen Pokémon eines bestimmten Typs wie Wasser oder Gestein verstärkt erscheinen.
- Feiertags-Events, die einem bestimmten realen Feiertag oder Ereignis gewidmet sind und zu denen oftmals entweder die schillernde Variante eines Pokémon oder gar ein neues Pokémon erscheint.
- Bonus-Events, die keinem der genannten Schemata folgen und lediglich besondere Boni wie erhöhten Sternenstaub, erhöhte Bonbons oder erhöhte EP beinhalten. Diesen Bonus-Events gehen oftmals globale Herausforderungen voraus, um diese Boni freizuschalten.

Raid-Events
In unregelmäßigen Abständen finden weltweite Raid-Events statt, bei denen in einem dreistündigen Zeitraum jede Arena von einem bestimmten legendären Raid-Boss belegt ist und Gruppen von Spielern somit eine hohe Anzahl von Raids binnen kurzer Zeit realisieren können. Zudem gibt es regelmäßig einmal pro Woche eine legendäre Raidstunde, in der der aktuelle legendäre Raid-Boss eine Stunde lang auf jeder freien Arena spawnt.

#### Community Days
Einmal pro Monat findet weltweit ein Community Day statt, an dem jeweils ein bestimmtes Pokémon – in der Regel ein Starter-Pokémon oder ein seltenes Pokémon aus 10-km-Eiern – besonders häufig auftritt, und auch seine schillernde Variante kommt mit einer Wahrscheinlichkeit von 1 zu 25 vor. Zudem erlernt die höchste Entwicklung dieses Pokémon bis zu zwei Stunden nach Ende des jeweiligen Events eine besondere Attacke. Anfangs gingen diese Events über eine Dauer von drei Stunden; mit Beginn der COVID-19-Pandemie wurden sie auf sechs Stunden verlängert. Seit April 2022 sind die Events wieder dreistündig.
Im Januar 2022 fand erstmals ein Community Day Classic statt, bei dem ein Pokémon, das bereits einen Community Day hatte, erneut häufiger erscheint.

#### Go Fests / Safari Zones

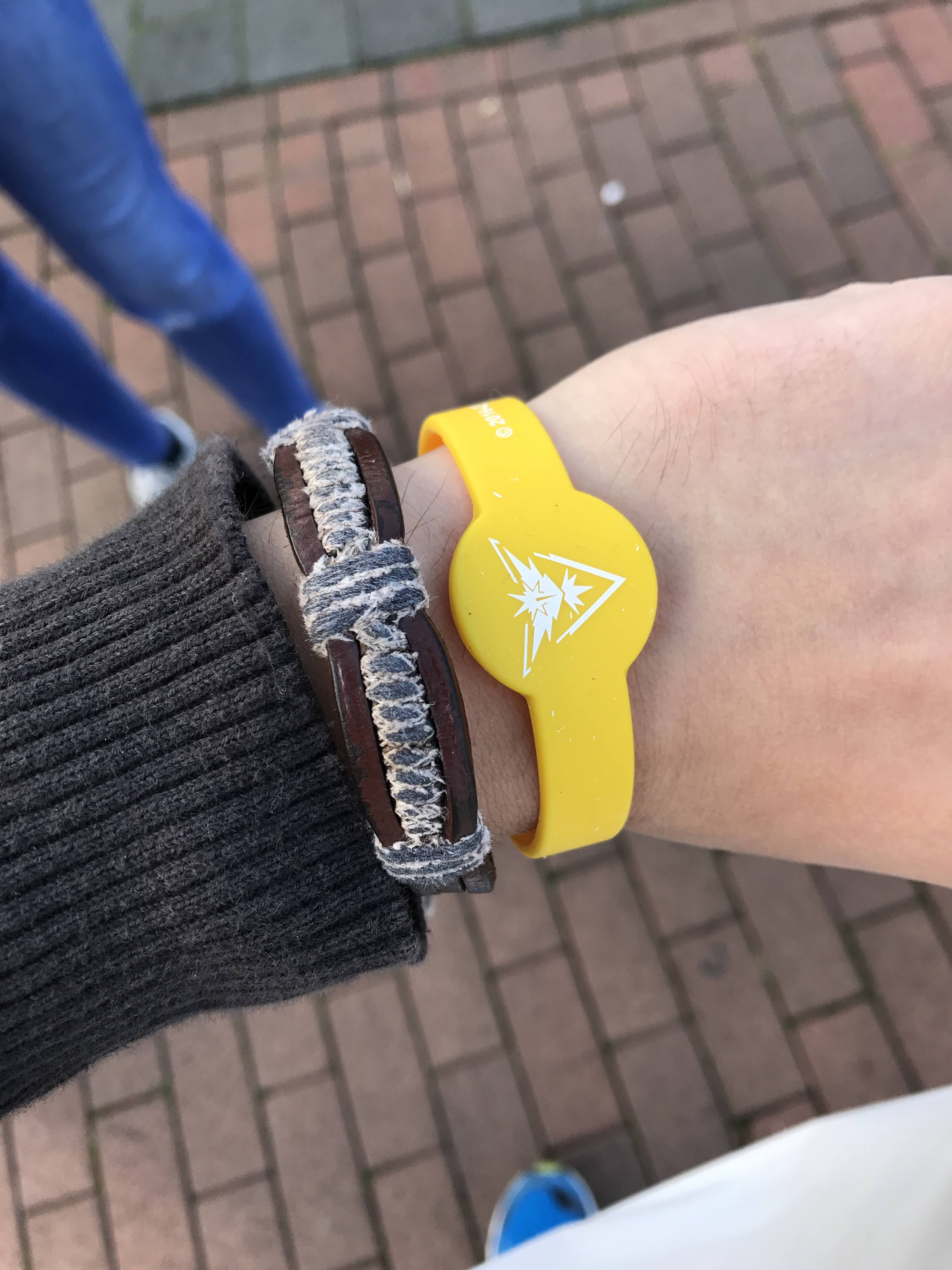
Mit einem Silikonarmband wurde sowohl die Teilnahme an der Safari Zone 2017 als auch die Zugehörigkeit zu einem der drei spielinternen Teams (hier: Team Intuition) signalisiert.

In unregelmäßigen Abständen finden lokale Go Fests oder Safari Zones statt. Bei diesen Events erscheinen besondere Pokémon, welche sonst nicht bzw. nur sehr selten zu finden sind; in der Regel sind dies ein regionales Pokémon sowie starke Pokémon aus 10-km-Eiern. Zudem erscheint häufig auch das seltene Pokémon Icognito, dessen Formen dann den Namen der Stadt oder des Events bilden (z. B. S-A-F-R-I für „Safari“). Das Interesse an diesen Events ist so groß, dass die betreffenden Örtlichkeiten oft stark überlaufen sind, weshalb ein Einlass oftmals mit dem Erwerb von Tickets verbunden ist. In Deutschland gab es bisher die folgenden offiziellen Events:
Safari Zone 2017 in Oberhausen
Diese fand am 16. September 2017 in Zusammenarbeit mit dem CentrO statt. Teilnehmer mussten sich vorher registrieren; die 4000 Tickets waren innerhalb weniger Minuten vergriffen.
Safari Zone 2018 in Dortmund
Hauptveranstaltungsort vom 30. Juni bis 1. Juli 2018 war der Westfalenpark, wenngleich sich das Event über das gesamte Stadtgebiet erstreckte. Eine vorherige Registrierung war nicht notwendig. Laut Veranstalter kamen 170.000 Spieler nach Dortmund.
Go Fest 2019 in Dortmund
Vom 4. bis 7. Juli 2019 fand neben den Events in Chicago und Yokohama erstmals auch ein Go Fest in Deutschland statt, erneut im Dortmunder Westfalenpark. Laut Der Tagesspiegel waren insgesamt 85.000 Spieler vor Ort, liefen zusammen etwa 400.000 km und sammelten über 28 Millionen Pokémon.
Go Fest 2022 in Berlin
Vom 1. bis 3. Juli 2022 fand nach dreijähriger coronabedingter Pause wieder ein Go Fest in Deutschland statt. Veranstaltungsort war der Britzer Garten im Süden Berlins. Nach Angaben des Veranstalters nahmen rund 40.000 Spieler daran teil, liefen insgesamt mehr als 303.000 km und fingen mehr als 14 Millionen Pokémon. Weitere Go Fests gab es in Seattle (22. bis 24. Juli) und Sapporo (5. bis 7. August).

### Veranstaltungen von Dritten

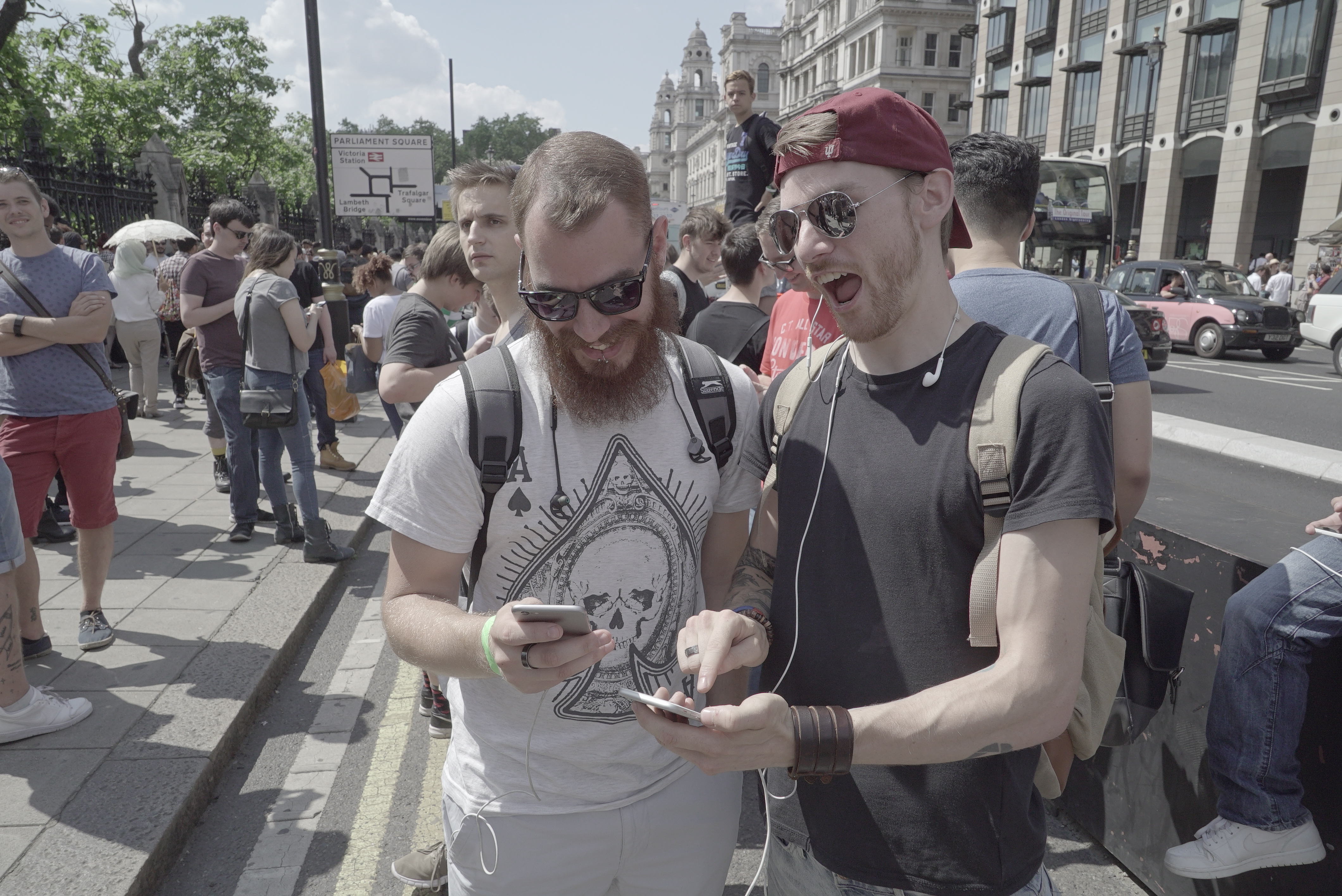
Spieler bei einer inoffiziellen „Lockmodul-Party“ 2016 in London

Bei lokalen Treffen, die privat organisiert werden, können zwar keine besonderen Pokémon gefangen werden, jedoch bieten solche Treffen die Möglichkeit, Ressourcen im Spiel gemeinsam effizienter zu nutzen, z. B. Lockmodule. Außerdem ermöglichen sie es einem größeren Kreis von Spielern, Pokémon untereinander zu tauschen.
Am 2. August 2016 kamen „mehr als 4000“ Teilnehmer für eine Pokémon-Go-Party im Wiener Stadtpark zusammen. Die Stadt informierte vorher darüber bzw. wies hinterher darauf hin, dass für eine Veranstaltung dieser Größe Bewilligungen nötig sind. Keiner aus der Gruppe der Veranstalter und Organisatoren hatte sich um eine Bewilligung bemüht.
In verschiedenen Städten wie New York City oder Taipeh gab es zeitweise Verkehrsbehinderungen und Gedränge durch große Gruppen von Spielern.
In mehreren Großstädten – in Deutschland u. a. in Augsburg, München und Düsseldorf – wurden Busse oder Straßenbahnen gemietet, mit denen Spieler gegen ein Entgelt an besonders lohnenden Strecken entlang gefahren wurden, an denen sich viele Pokéstops befanden. Außerdem wird teilweise langsam gefahren, so dass Eier ausgebrütet werden können.

## Entwicklung

Schrittweise Veröffentlichung des Spiels:
6. Juli 2016
13. Juli 2016
14. Juli 2016
15. Juli 2016
16. Juli 2016
17. Juli 2016
19. Juli 2016
22. Juli 2016
24. Juli 2016
25. Juli 2016
3. August 2016
6. August 2016
29. September 2016
30. September 2016
4. Oktober 2016
17. November 2016
13. Dezember 2016
24. Januar 2017
11. September 2018

Die Idee für das Spiel ersannen Satoru Iwata von Nintendo und Tsunekazu Ishihara von der Pokémon Company im Jahr 2013 als Aprilscherz für Google mit der Bezeichnung Pokémon Challenge, mit Tatsuo Nomura von Google Maps (nun leitender Projektmanager bei Niantic) als Mittelpunkt des Projekts. Am 10. September 2015 widmete Ishihara seine Rede zur Ankündigung des Spiels dem zwei Monate zuvor verstorbenen Iwata. Das Softwareteam von Niantic Labs hatte zuvor das Augmented-Reality-Spiel Ingress entwickelt. Auch die Arenen und Pokéstops in Pokémon Go basieren dabei auf den Portalen, die für Ingress verwendet wurden.

### Betatest
Am 4. März 2016 gab Niantic bekannt, dass im selben Monat ein auf Japan beschränkter Betatest starten werde, in dem Spieler vor der finalen Veröffentlichung noch bei der Fehlersuche helfen könnten. Der Betatest wurde später auf weitere Länder ausgeweitet, unter anderem auf Neuseeland und Australien. Am 16. Mai wurde die Bewerbungsfrist für den Feldtest und am 25. Mai die Betaphase in den Vereinigten Staaten gestartet. Am 27. Juni verkündete die Pokémon Company, dass der Test am 30. Juni enden werde.

### Veröffentlichung
Das Spiel wurde am 6. Juli 2016 über den Google Play Store und im App Store in den Vereinigten Staaten, Australien und Neuseeland veröffentlicht. Für Windows Phones erschien das Spiel nicht, zum Releasezeitpunkt der iOS- und Android-Versionen gab es auch keine Informationen über Windows-Veröffentlichungspläne seitens Nintendo oder Niantic. Der internationale Start wurde aufgrund von Serverüberlastungen aufgeteilt und das Spiel erschien nach und nach in den einzelnen Ländern.

### Serverprobleme
In den ersten Wochen nach dem Release hatte Pokémon Go immer wieder mit starken Serverproblemen und Überlastung zu kämpfen. Wie Google mittlerweile bekannt gegeben hat, lag die Ursache daran, dass Niantic den Datenverkehr maßlos unterschätzt hatte. So stieg der tatsächliche Datenverkehr von Pokémon Go kurz nach dem Launch auf etwa die fünfzigfache Menge des von Niantic bereitgestellten Traffic, welcher für das „Worst-Case Szenario“ bereitgestellt wurde. Durch die Zusammenarbeit mit Google konnte das Problem angegangen und behoben werden.

### Tempowarnung
Mit dem Update vom 8. August 2016 (Android: 0.33.0, iOS: 1.3.0) wurde von Niantic eine neue Funktion eingebaut. Ab einer gewissen Geschwindigkeit wird die Meldung eingeblendet, dass man sich zu schnell bewege und man Pokémon Go nicht beim Fahren spielen soll. Diese Meldung hatte keine Einschränkungen zur Folge und musste lediglich bei jedem Erscheinen mit einem Klick auf „Ich bin Mitfahrer“ weggeklickt werden. Am 18./19. Oktober 2016 wurde dieses System verschärft. Zusätzlich zur Meldung tauchen bei einer Geschwindigkeit von mehr als 30 Meilen pro Stunde (umgerechnet ca. 48 km/h) keine Pokémon mehr auf.

### Campfire
Am 1. Juli 2022 veröffentlichte Niantic eine Messenger-App unter dem Namen Campfire. Zunächst wurde der Zugang nur für einen kleinen Kreis von Beta-Testern freigegeben, unter anderem erhielten die Spieler Zugang, die ein Ticket für das Go Fest in Seattle gekauft hatten. Seit Anfang September 2022 kann jeder Teilnehmer drei Einladungen an andere Spieler verschicken, von denen jeder wiederum drei Einladungen verschicken kann usw. (Schneeball-System). Sobald man registriert und angemeldet ist, erscheint in Pokémon Go ein kleines Icon, mit dem man direkt zu Campfire wechseln kann.
Campfire ermöglicht die Kommunikation von Spielern untereinander mit Hilfe von globalen und lokalen Communities, Channels, Gruppen und privaten Chats, ähnlich wie man es von anderen Messengern wie etwa Discord kennt. Wenn man einen anderen Spieler in der App hinzufügt (z. B. über dessen Profilseite oder per Suchfunktion), wird automatisch eine Freundschaftsanfrage in Pokémon Go verschickt (und umgekehrt) – es werden also keine Trainer-Codes mehr benötigt. In Campfire ist außerdem eine weltweite Arenen-Karte integriert, auf der man bevorstehende und laufende Raids sehen kann. Es ist möglich, Signale an einer Arena zu setzen, um andere Spieler auf einen bevorstehenden Raid-Kampf hinzuweisen. Ferner kann man seine eigene Position in Echtzeit teilen, um das Treffen zum gemeinsamen Spielen zu erleichtern. Aus Sicherheitsgründen ist die App nur für Erwachsene zugelassen; sogenannte Pokémon Go Kids Accounts können sich nicht anmelden.

## Rezeption
Kallie Plagge von IGN gab dem Spiel 7,0 von 10,0 Punkten und bezeichnete die Idee als clever. Dass die App so häufig abstürze, sei frustrierend, die soziale Interaktion mit anderen, das Fangen von Pokémon und die Arena-Kämpfe machten hingegen Spaß. Allerdings sei das Kampfsystem nicht ausgereift und das Spiel gebe einem nicht das Gefühl, Pokémon-Trainer in der echten Welt zu sein. Als größten Schwachpunkt bezeichnet sie, dass das Tauschen von Pokémon noch nicht möglich sei, dass es keine Kämpfe gegen Freunde geben und dass man nicht innerhalb der App mit Freunden kommunizieren kann. Viele der kritisierten Punkte wurden seitdem behoben, so ist z. B. das Tauschen und Kämpfen zwischen Spielern möglich.

### Rekorde
Bereits kurz nach der Veröffentlichung brach das Spiel zahlreiche Rekorde. So war es mit 206,5 Mio. US-Dollar das Spiel mit dem höchsten Umsatz und mit 130 Millionen Downloads das meistgeladene Spiel im ersten Monat. Zudem erreichte es als bisher schnellstes Spiel nach nur 20 Tagen 100 Mio. US-Dollar Umsatz und stand im ersten Monat in mehr Ländern auf Platz 1 der Handyspielcharts; in 70 Ländern gemessen an der Zahl der Downloads und in 55 Ländern gemessen am Umsatz. Auf dem Markt der Location-based Games hat das Spiel einen Anteil von 84 % bezogen auf Downloads und 92 % bezogen auf Umsatz.

### Auszeichnungen
Bei den Game Awards 2016 wurde Pokémon Go als bestes Mobil-Spiel und bestes Familienspiel ausgezeichnet.
Bei den Webby Awards 2017 wurde Pokémon Go im Bereich der Mobile Sites & Apps mit dem Preisen für Best Use of GPS or Location Technology, Experimental & Innovation und Games ausgezeichnet.

### Datenschutz
Die erste Version für das iPhone verschaffte sich beim Login über Google unnötigerweise Vollzugriff auf den Account des Smartphonebenutzers. Dass die Betreiber sich in ihren allgemeinen Geschäftsbedingungen die Datenweitergabe an private Dritte einräumen lassen, sofern man etwas Illegales, Unethisches oder rechtlich Anfechtbares tut, wird als „sehr schwammig“ kritisiert. Am 20. Juli 2016 reichte der Verbraucherzentrale Bundesverband eine Abmahnung gegen Niantic ein und forderte eine unterschriebene Unterlassungserklärung ein, da nach Meinung der Verbraucherschützer 15 Klauseln in den Datenschutz- und Nutzungsbedingungen gegen deutsches Recht verstoßen. Ergebnisse einer Studie unter Nutzern zeigen, dass sich Nutzer der Datenschutzbedenken bewusst sind, dies aber keinen Einfluss auf ihr Nutzungsverhalten hat.

### Gesellschaftliche Implikationen

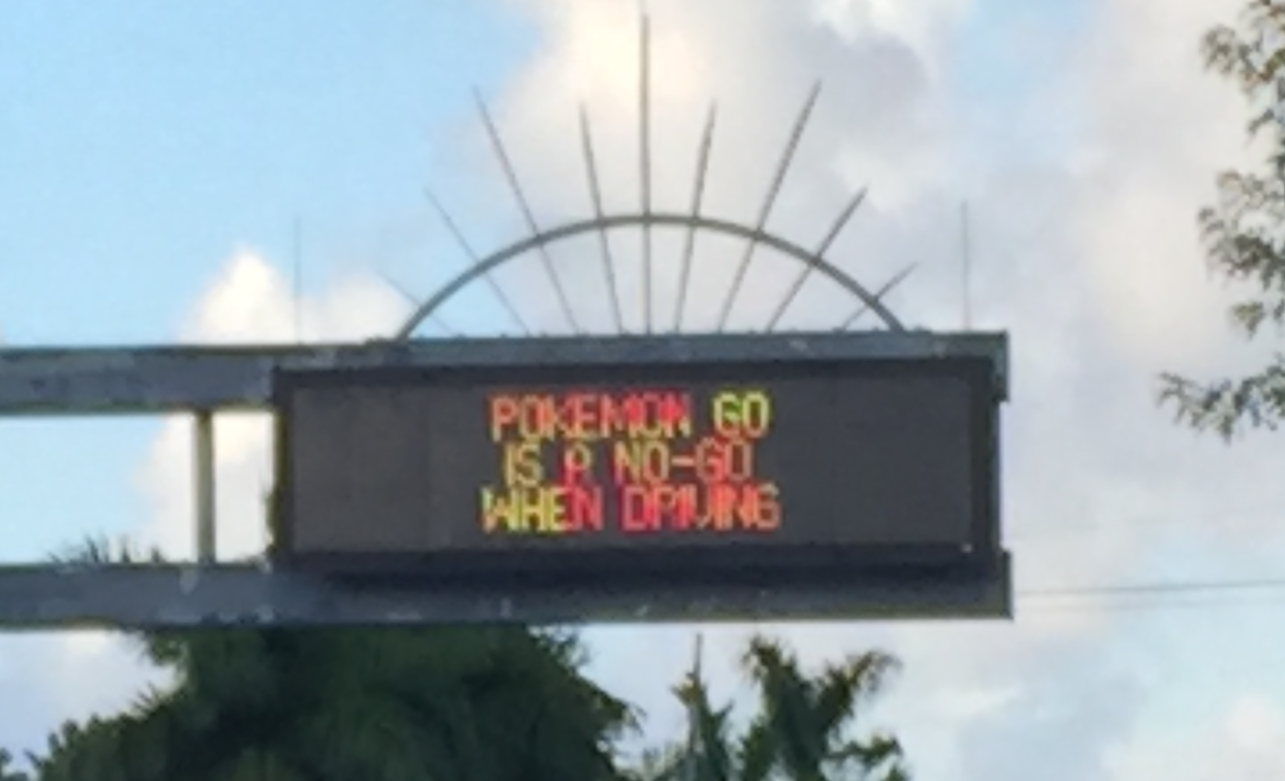
Ein Wechselverkehrszeichen in Fountainbleau (Florida), das Autofahrer davor warnt, Pokémon Go am Steuer zu spielen

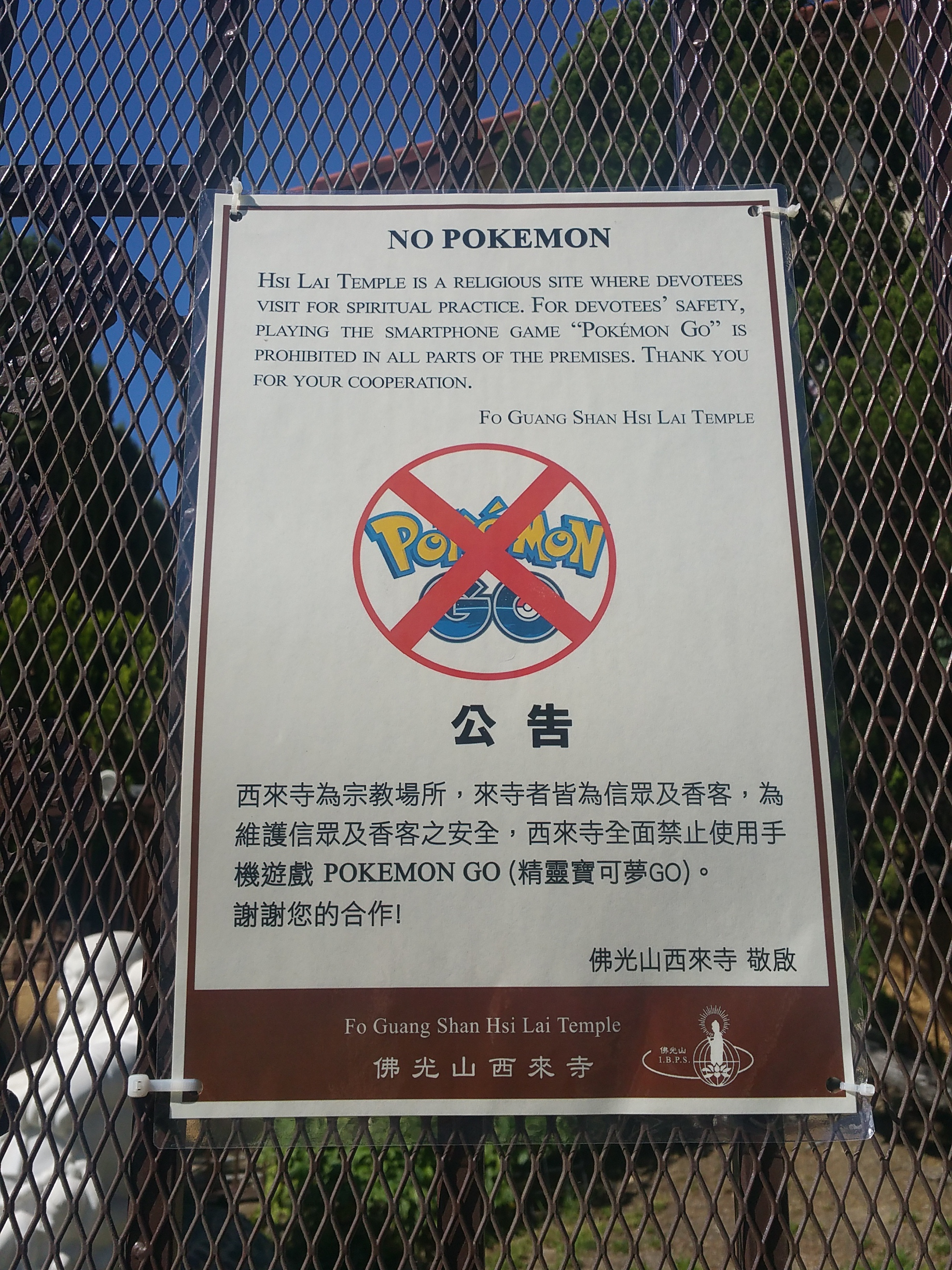
Auf dem Grundstück des Hsi-Lai-Tempels im kalifornischen Hacienda Heights ist das Spielen von Pokémon Go ausdrücklich untersagt

Mit dem Erscheinen des Spiels ging ein weltweiter Hype einher. Bereits mit Erscheinen des Spiels in den USA, Australien und Neuseeland wurden hohe Downloadzahlen erzielt, auch in anderen Ländern, in denen Spieler die APK installierten. So konnte Pokémon Go bereits vor dem offiziellen Release gespielt werden. Der Andrang war so groß, dass die Server oftmals überlastet waren und ausfielen. Das Spiel stand an der Spitze der Download-Charts im iTunes-Store und Android-Store in den Ländern, in denen es bereits erschien. Am 12. Juli 2016 wurde Pokémon Go zum aktivsten Mobile Game in den USA mit 21 Millionen aktiven Nutzern und brach somit den Rekord, den zuvor Candy Crush Saga mit 20 Millionen aktiven Spielern hielt. Der Marktwert von Nintendo verdoppelte sich in der Folge.
In den ersten Wochen nach dem Erscheinen war das Spiel und die Pokémania auch in allgemeinen Massenmedien ein sehr präsentes Thema. Durch das Spielen von Pokémon Go während des Autofahrens sowie das unachtsame Umherlaufen hat es bereits zahlreiche Unfälle gegeben. An Orten, an denen viele Pokéstops existierten, entwickelten sich Schwerpunkte, an denen sich viele Pokémon-Go-Spieler aufhielten. Auf der Girardet-Brücke an der Königsallee in Düsseldorf hielten sich im Sommer 2016 so viele Spieler auf, dass die Stadt sich zeitweise entschloss, die Brücke für den Autoverkehr zu sperren und Toilettenhäuschen aufzustellen. Schließlich wurden auf Bitten der Stadt zwei Pokéstops gelöscht, woraufhin der Andrang abnahm. Zwei Männer sind in Kalifornien von einer Klippe gestürzt. Des Weiteren kam es zu Raubüberfällen an Pokéstops. In Chiquimula (Guatemala) wurde ein vermutlicher Spieler der Smartphone-App beim Einbruch in Privatgelände erschossen.
Laut Deutschlandfunk habe der Autor Omari Akil im Rahmen der Black-Lives-Matter-Bewegung darauf hingewiesen, dass er es sich nicht leisten könne, Pokémon Go in der Öffentlichkeit zu spielen, da er sich als Afroamerikaner dadurch einem überdurchschnittlichen Risiko aussetze, verdächtigt, von der Polizei in aggressiver Weise überprüft oder gar bei der Kontrolle erschossen zu werden. Der Redakteur Marcus Richter meint dazu, Pokémon Go beleuchte das Thema Rassismus auf eine seltsame, aber eindrückliche Weise. Geschäftsinhaber, deren Geschäfte nahe an Pokéstops liegen, haben Lock-Module innerhalb von Pokémon Go gekauft, um Spieler als Kundschaft in die Läden zu locken. Das United States Holocaust Memorial Museum hat sich beschwert, dass Besucher Pokémon Go spielen.
Die israelische Marine machte Rekrutierungs-Werbung mit dem Screenshot eines Pokémon auf hoher See, mit dem Hinweis, dass man daran nur als Mitglied der Marine käme. Palästinensische Aktivisten machten per Twitter auf ein Pokémon auf den Trümmern eines 2014 im Gazakrieg zerbombten Hauses aufmerksam. Ein Hebroner machte mit einem Bild eines Pokémon in einer israelischen Siedlung auf die eingeschränkte Bewegungsfreiheit der Palästinenser im Westjordanland aufmerksam.
Die feministische Autorin Margarete Stokowski, die ihren Pokémon Namen von Politikern wie Helmut Kohl und Merkel gibt, hob in einer satirischen Kolumne 2016 auf Spiegel Online die befreiende Funktion von Pokémon Go heraus: Endlich gehe die Jugend wieder auf die Straße.

### Spielverbote und Einschränkungen
Aufgrund von Befürchtungen der israelischen Spionageabwehr hat das israelische Außenministerium den Mitarbeitern im diplomatischen Dienst verboten, Pokémon Go in Botschaften, Konsulaten, im Ministerium selbst und, sofern dort Verschlusssachen aufbewahrt werden, zu Hause zu spielen. Ebenso verbot Israel das Spielen auf Militärbasen und während Militäroperationen. Darüber hinaus wird befürchtet, Diplomaten könnten durch Pokémon Go in Fallen gelockt, angegriffen oder Opfer von Entführungen werden. Auch Indonesien hat im Juli 2016 den Einsatzkräften der Nationalpolizei und der Marine die Nutzung des Spiels Pokémon Go verboten.
Das Ständige Komitee für Rechtsfragen in Saudi-Arabien hat eine bereits 2001 zum Pokémon-Spiel bekanntgegebene Fatwa erneuert. Der Rechtsgelehrte Scheich Saleh al-Fausan sieht auch bei Pokémon Go keinen Unterschied. Danach wird Pokémon mit einem Glücksspiel verglichen, und die Spielfiguren würden auf der Evolutionstheorie von Charles Darwin basieren. Beides wird vom Islam abgelehnt. Drei männliche Spieler wurden am Flughafen Dschāzān deshalb bereits verhaftet.

### Auswirkungen auf die Gesundheit
Kardiologen der American Heart Association lobten das Pokémon Go, da es den Spieler nach draußen bringt, um sich zu bewegen, was förderlich für die Gesundheit sei. Um ein Ei auszubrüten, müsse der Spieler mehrere Kilometer gehen. Nach Wei Peng von der Michigan State University ist bereits zu beobachten, dass sich die Menschen wieder mehr bewegen. Debra Lieberman von der University of California sieht in Pokémon Go das Potenzial, den Lebensstil einiger Menschen zu verbessern. Diese könnten durch Spaziergehen merken, dass Bewegung Spaß machen kann, und sich weiteren Aktivitäten wie Fahrradfahren oder Schwimmen widmen. Es wird jedoch auch darauf hingewiesen, dass der Spieler unbekannte Gegenden und das Spielen bei Nacht aus Sicherheitsgründen vermeiden sollte. Abschließend stellt Lieberman fest, dass das Spiel Spaß, Herausforderung, soziale Interaktion und Bewegung fördere, sofern der Spieler auch auf die Umgebung schaue.
Des Weiteren wird angenommen, dass Pokémon Go potenziell die mentale und physische Gesundheit von Spielern verbessern kann, die an Depressionen und Sozialphobien leiden. Laut Kashmira Gander von The Independent macht es das Spiel für schüchterne Menschen einfacher, mit anderen Personen zu interagieren, allerdings suggeriert eine empirische Studie in Deutschland, dass diese Motivation eher zweitrangig ist. John Grohol, der Gründer von Psych Central, stellt fest, dass Pokémon Go einmalig sei in dem Umfang, in dem Menschen die Vorteile für die mentale Gesundheit zum Ausdruck bringen. Nach Grohol ist einer der Erfolgsfaktoren, dass die Spieler durch Pokémon Go zu Bewegung an der frischen Luft, welche sich auch positiv auf die Psyche auswirkt, sowie zu Spaß und sozialer Interaktion motiviert werden. Vorsichtiger zu dem Spiel äußerte sich Daniel Freeman, Professor für klinische Psychologie an der Universität von Oxford: Es seien noch mehr klinische Studien notwendig, um definitiv sichere Rückschlüsse auf gesundheitlichen Effekte ziehen zu können.

### Nutzungsmotive
Eine empirische Studie von Philipp Rauschnabel, Alexander Rossmann und M. Claudia tom Dieck zeigt, dass neben der physischen Aktivität auch weitere Faktoren wie Nostalgie, Spaß, Flow und die Wahrnehmung durch andere Menschen (insbesondere Image, soziale Normen) entscheidende Nutzungsmotive darstellen, die verschiedene Formen des Nutzungsverhalten erklären. Zudem wirkt sich das wahrgenommene Risiko physischer Gefahren (bspw. die Angst, reale Gefahren nicht zu erkennen) hemmend auf die Nutzung aus. Datenschutzbedenken und die Möglichkeit, soziale Kontakte zu pflegen, spielen keine bzw. nur eine untergeordnete Rolle.